# 水上機場線
水上機場線為通往台灣嘉義縣水上鄉水上機場（空軍嘉義基地）之專用鐵路，於縱貫線嘉義站與北回歸線站之間向西分歧而出，進入空軍嘉義基地。全長、建造與停用年度目前均不詳。

## 運行形態
- 已停駛。

## 使用車輛
- 不明

## 外部連結
- 主線延伸鐵路支線 國立臺灣圖書館 （页面存档备份，存于）
- 台鐵˙水上機場線 (嘉義空軍基地)之專用鐵路踏查 鐵道迷小宇 （页面存档备份，存于）
- 詹天佑的一生 國立臺灣科技大學營建工程系 （页面存档备份，存于）